# إرمستشر (شركة)

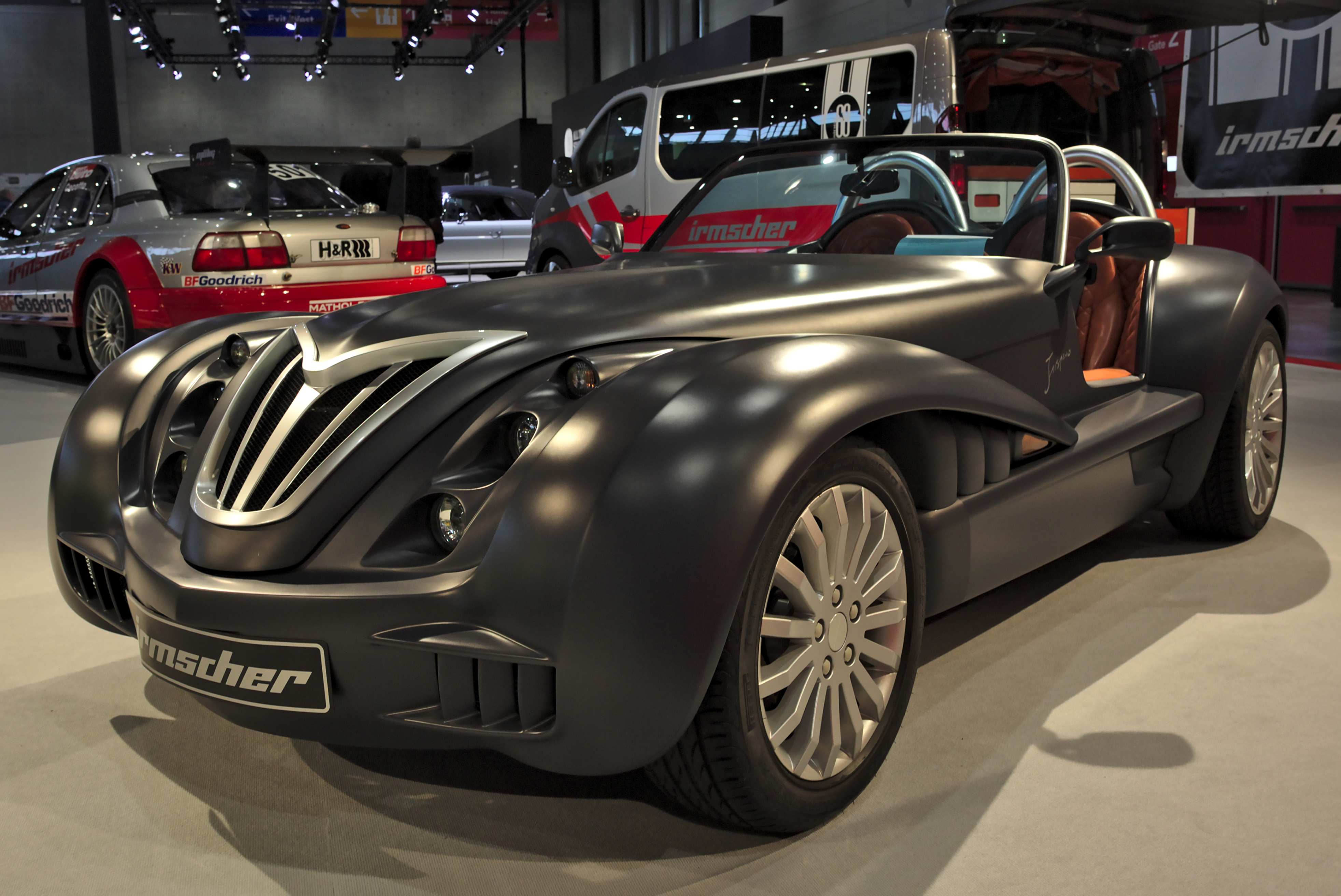
Irmscher Inspiro (2002)

إرمستشر, وإسمها سابقاً (IRMSCHER Automobilbau), شركة سيارات ألمانية[ ؟ ] وإسبانية[ ؟ ] التصنيع والضبط, وهي شركة مُتخصصة في تصنيع سيارات أوبل.
وقد تأسست في عام 1968 في ألمانيا على يد سائق الراليات والميكانيكي "Günther Irmscher".
شركة إرمستشر احتفظت بعلاقات وثيقة مع شركة أوبل من خلال تشغيل فريق مصنع لأوبل في العديد من مسابقات السيارات في أوروبا وألمانيا.